# Teillay
 Teillay  es una población y comuna francesa, situada en la región de Bretaña, departamento de Ille y Vilaine, en el distrito de Redon y cantón de Bain-de-Bretagne.

## Demografía
| 1123 | 1066 | 948 | 829 | 786 | 786 |
| Para los censos de 1962 a 1999 la población legal corresponde a la población sin duplicidades (Fuente: INSEE [Consultar]) |      |     |     |     |     |

## Hermanamiento
- Bussy-Chardonney  Suiza